# Akademia Podlaska w Białymstoku – Akademia Nauk Stosowanych
Akademia Podlaska w Białymstoku – Akademia Nauk Stosowanych (wcześniej Niepaństwowa Wyższa Szkoła Pedagogiczna w Białymstoku) – uczelnia niepubliczna założona 14 maja 1996 roku. Główna siedziba szkoły znajduje się w Białymstoku przy al. Jana Pawła II 91. Uczelnia dysponuje także drugim budynkiem przy ul. Hetmańskiej 8.

## Historia
Akademia Podlaska w Białymstoku to uczelnia niepubliczna założona na podstawie decyzji MEN z dnia 17 października 1995 roku przez Leontynę Jakoniuk. 14 maja 1996 roku NWSP w Białymstoku została wpisana do Rejestru Uczelni Niepublicznych pod pozycją 83/96. Pierwsi studenci rozpoczynają naukę w roku akademickim 1996/1997.
W styczniu 2024 Niepaństwowa Wyższa Szkoła Pedagogiczna w Białymstoku na podstawie Decyzji Ministra Edukacji i Nauk z dnia 14 listopada 2023r DSW – WNN.8014.327.2023.3.RJ zmieniła nazwę na „Akademia Podlaska w Białymstoku – Akademia Nauk Stosowanych”.

## Kierunki kształcenia
Uczelnia daje możliwość podjęcia studiów I i II stopnia oraz jednolitych studiach magisterskich na pięciu kierunkach.
- Administracja – studia I i II stopnia
- Bezpieczeństwo wewnętrzne – studia I i II stopnia
- Pedagogika – studia II stopnia
- Pedagogika przedszkolna i wczesnoszkolna – studia jednolite magisterskie
- Psychologia – studia jednolite magisterskie

## Władze uczelni
- dr Marek Jasiński – Rektor
- dr Łukasz Twarowski – Prorektor